# Boogie with Canned Heat
Boogie with Canned Heat — второй студийный альбом американской группы Canned Heat, выпущенный в 1968 году. В отличие от своего предшественника в нём содержался по большей части оригинальный материал группы. Альбом включает в себя сингл «On the Road Again», который стал хитом во многих странах мира. Он был немедленно использован в криминальном фильме «Буллит» (1968) Питера Йетса со Стивом Маккуином для звукового сопровождения автопогони по улицам Сан-Франциско. Другой сингл с этого диска, — «Amphetamine Annie», предупреждающий об опасности злоупотребления амфетамином также имел значительный успех. «Fried Hockey Boogie» была первой композицией Canned Heat в жанре танцевального буги-вуги. Когда в 2005 году альбом был выпущен на CD, шесть треков первоначально выпущенных в качестве отдельных синглов были включены как бонус-треки. В 2012 году Boogie with Canned Heat был ремастирован и выпущен лейблом Iconoclassics Records с оригинальным трек-листом и шестью бонус-треками.

## Список композиций

### Сторона 1
1. «Evil Woman» (Ларри Вайс[англ.]) — 2:59
2. «My Crime» (Canned Heat) — 3:57
3. «On the Road Again[англ.]» (Флойд Джонс[англ.], Алан Уилсон[англ.]) — 5:01
4. «World in a Jug» (Canned Heat) — 3:29
5. «Turpentine Moan» (Canned Heat) — 2:56
6. «Whiskey Headed Woman No. 2» (Боб Хайт[англ.]) — 2:57

### Сторона 2
1. «Amphetamine Annie» (Canned Heat) — 3:56
2. «An Owl Song» (Алан Уилсон) — 2:43
3. «Marie Laveau» (Генри Вестайн) — 5:18
4. «Fried Hockey Boogie» (Ларри Тейлор) — 11:07

### Бонус-треки на CD издании 2005 года
1. «On the Road Again»
2. «Boogie Music»
3. «Goin’ Up the Country»
4. «One Kind Favor»
5. «Christmas Blues»
6. «The Chipmunk Song (Christmas Don’t Be Late)[англ.]»

### Бонус-треки на CD издании 2012 года
1. «On the Road Again» (альтернативная версия)
2. «Shake, Rattle and Roll»
3. «Whiskey and Wimmen’»
4. «Mean Old World»
5. «The Hunter»
6. «Fannie Mae»

## Над альбомом работали
| Canned Heat: - Боб Хайт — вокал - Алан Уилсон — слайд-гитара, вокал, губная гармоника - Генри Вестайн — ведущая гитара - Ларри Тейлор — бас-гитара - Адольфо де Ла Парра — ударные | Приглашённые музыканты: - Доктор Джон — струнные аранжировки, фортепиано - Санниленд Слим — фортепиано в треке «Turpentine Moan» Технический персонал - Скип Тейлор — продюсер - Даллас Смит — продюсер - Дино Лаппас — звукоинженер |

## Позиции в чартах
- Billboard 200, USA: #16[8]
- UK Albums Chart, Storbritannien: #5[9]
- RPM, Canada: #20[10]